# Zsolt Limperger
Zsolt Limperger (ur. 13 września 1968 w Pápa) – węgierski piłkarz, występujący na pozycji obrońcy.
Z zespołem Ferencvárosi TC w 1991 zdobył Puchar Węgier. W latach 1989–1992 wystąpił w 22 meczach reprezentacji Węgier i strzelił dla niej 1 gola.